# 国务院未成年人保护工作领导小组
国务院未成年人保护工作领导小组，是中华人民共和国国务院成立的国务院议事协调机构。

## 沿革
2021年6月1日（国际儿童节），新修订的《中华人民共和国未成年人保护法》将正式实施。为了统筹各方面资源，中华人民共和国国务院于2021年4月决定设立国务院未成年人保护工作领导小组。
2023年，根据中共中央、国务院关于优化调整议事协调机构的决策部署，优化了国务院妇女儿童工作委员会职责，明确其仍作为国务院议事协调机构，划入国务院未成年人保护工作领导小组职责，不再保留国务院未成年人保护工作领导小组及其办公室。

## 职责
国务院未成年人保护工作领导小组的主要职责是：全面贯彻落实党中央、国务院有关决策部署；统筹协调全国未成年人保护工作，研究审议未成年人保护重大事项；协调推进有关单位制定和实施未成年人保护规划、政策、措施、标准；督促检查《未成年人保护法》等相关法律法规和制度落实情况、各地区和各有关单位任务完成情况，督办侵害未成年人合法权益重大案件处置工作；指导各地区、各有关单位按照法定职责做好未成年人保护工作，对履职不力、造成不良影响的单位或地区强化督办问责；总结、推广未成年人保护工作经验，组织开展统计调查、宣传教育和表彰奖励工作；完成党中央、国务院交办的其他事项。

## 组成人员
根据国务院办公厅2021年4月27日发布的《关于成立国务院未成年人保护工作领导小组的通知》，领导小组的组成人员包括：
组长
- 孙春兰（中共中央政治局委员、国务院副总理）

副组长
- 王勇（国务委员）
- 赵克志（国务委员、公安部部长）
- 李纪恒（民政部部长）
- 孟扬（国务院副秘书长）
- 陆俊华（国务院副秘书长）

成员
- 傅华（中央宣传部副部长）
- 王洪祥（中央政法委副秘书长）
- 盛荣华（中央网信办副主任）
- 张勇（全国人大常委会法工委副主任）
- 杨万明（最高人民法院副院长）
- 童建明（最高人民检察院副检察长）
- 连维良（国家发展改革委副主任）
- 郑富芝（教育部副部长）
- 徐南平（科技部副部长）
- 刘烈宏（工业和信息化部副部长）
- 林锐（公安部副部长）
- 高晓兵（民政部副部长）
- 刘炤（司法部副部长）
- 余蔚平（财政部副部长）
- 王少峰（人力资源社会保障部副部长）
- 倪虹（住房城乡建设部副部长）
- 王志清（交通运输部副部长）
- 刘焕鑫（农业农村部副部长）
- 张旭（文化和旅游部副部长）
- 余艳红（国家卫生健康委党组成员）
- 周学文（应急管理部副部长）
- 任洪斌（国务院国资委副主任）
- 田世宏（市场监管总局副局长）
- 高建民（广电总局副局长）
- 李建明（体育总局副局长）
- 盛来运（国家统计局副局长）
- 陈金甫（国家医保局副局长）
- 宋文珍（国务院妇儿工委办公室一级巡视员）
- 魏地春（全国总工会副主席、书记处书记）
- 傅振邦（共青团中央书记处书记）
- 蔡淑敏（全国妇联副主席、书记处书记）
- 孟庆海（中国科协副主席、书记处书记）
- 相自成（中国残联副理事长）
- 杭元祥（中国宋庆龄基金会党组书记、常务副主席）
- 谢经荣（全国工商联副主席）
- 任茂东（中国关工委常务副主任）

## 办事机构
国务院未成年人保护工作领导小组的办事机构是国务院未成年人保护工作领导小组办公室，设在民政部。办公室历任主任、副主任包括：

| 主任 - 李纪恒（2021年－，民政部部长兼） | 常务副主任 - 高晓兵（2021年－，民政部副部长兼） 副主任 - 盛荣华（2021年－，中央网信办副主任兼） - 杨万明（2021年－，最高人民法院副院长兼） - 童建明（2021年－，最高人民检察院副检察长兼） - 郑富芝（2021年－，教育部副部长兼） - 林锐（2021年－，公安部副部长兼） - 余艳红（2021年－，国家卫生健康委党组成员兼） - 傅振邦（2021年－，共青团中央书记处书记兼） - 蔡淑敏（2021年－，全国妇联副主席、书记处书记兼） |